# 卡尔-罗伯特·阿梅伦
卡尔-罗伯特·阿梅伦（瑞典語：Karl-Robert Ameln，1919年9月4日—2016年4月1日），瑞典男子帆船运动员。他曾代表瑞典参加1948年和1952年夏季奥林匹克运动会帆船比赛，其中1948年奥运会获得一枚铜牌。